# Johanneskirche Bad Bocklet

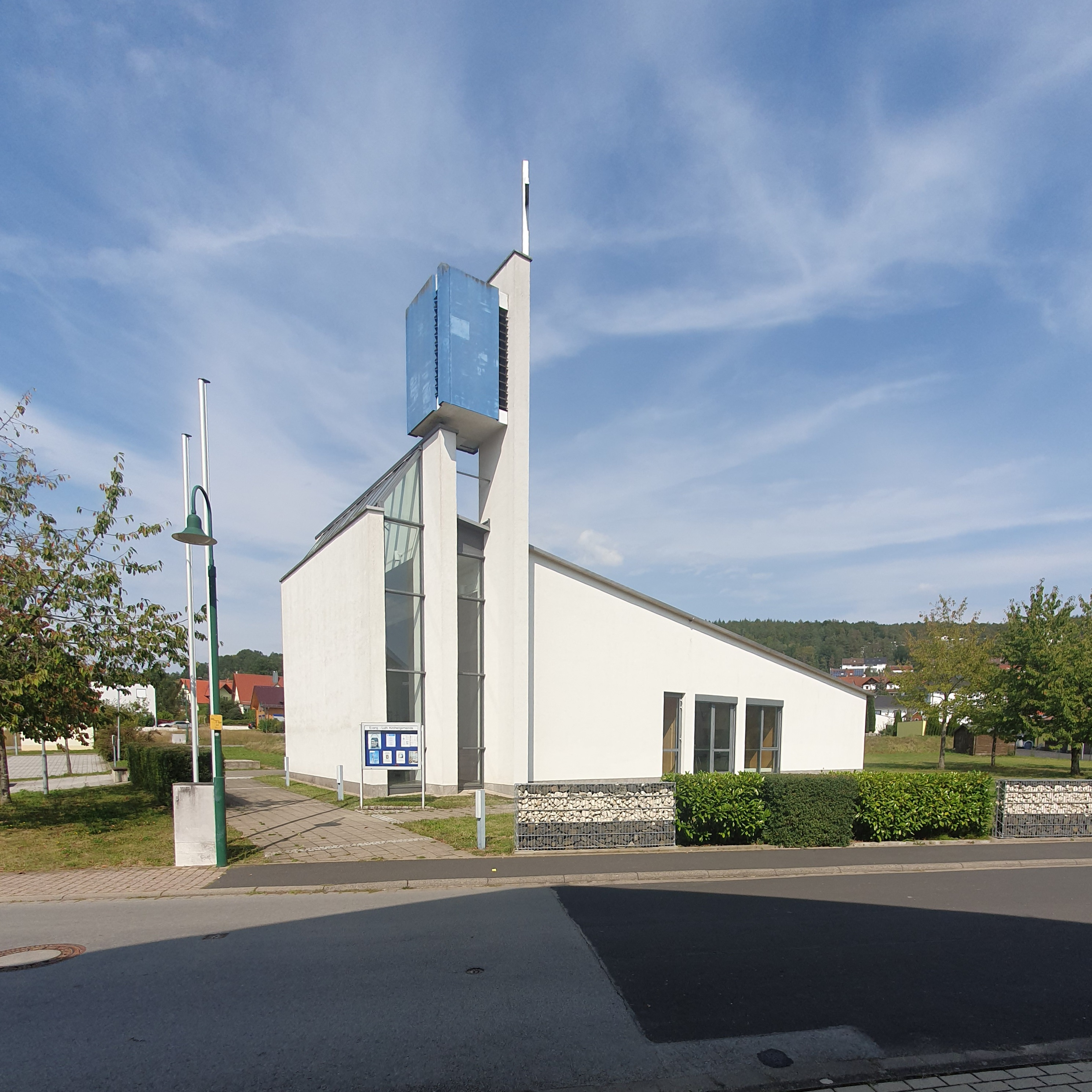
Südansicht

Die Johanneskirche ist ein Kirchengebäude im Ortsteil Bad Bocklet der Gemeinde Bad Bocklet im Landkreis Bad Kissingen des deutschen Bundeslandes Bayern. Sie gehört zur Kirchengemeinde Bad Kissingen im Dekanat Schweinfurt der Evangelisch-Lutherischen Kirche in Bayern.

## Architektur
Der gestaffelte Bau wurde 2001–2002 nach Plänen des Architekten Gerhard Grellmann errichtet. Der Glockenturm trägt einen blauen Quader, der sowohl das Wasser in christlicher Bedeutung als auch den Bädercharakter des Ortes symbolisiert. Der Haupteingang ist in einem nördlichen, versetzten Riegel angeordnet, weist aber wie die Hauptportale vieler Kirchen nach Westen.

## Innengestaltung
Der Innenraum wurde vom Bildhauer Werner Mally gestaltet. Der hölzerne Altar mit Bronzekreuz steht im Mittelpunkt des Raumes. Aus dem gleichen Holz wurde auch die Taufe gefertigt. Neben dem Andachtsraum enthält das Gebäude auch Räume für die Gemeindearbeit.